# Oliver Schawe
Oliver Schawe (12 de marzo de 1969) es un deportista alemán que compitió en taekwondo. Ganó una medalla de plata en el Campeonato Mundial de Taekwondo de 1991 y una medalla de oro en el Campeonato Europeo de Taekwondo de 1992.

## Palmarés internacional
| Campeonato Mundial | Campeonato Mundial | Campeonato Mundial | Campeonato Mundial |
| Año                | Lugar              | Medalla            | Categoría          |
| ------------------ | ------------------ | ------------------ | ------------------ |
| 1991               | Atenas (Grecia)    | Medalla de plata   | +83 kg             |
| Campeonato Europeo |                    |                    |                    |
| Año                | Lugar              | Medalla            | Categoría          |
| 1992               | Valencia (España)  | Medalla de oro     | +83 kg             |